# 이재홍 (야구 선수)
이재홍(李在弘, 1998년 12월 17일 ~ )은 전 KBO 리그 키움 히어로즈의 내야수이다.

## 키움 히어로즈시절
2021년에 입단하였다. 2022년 6월 23일 삼성 라이온즈와의 경기에 출전하며 데뷔 첫 경기를 치렀고, 경기에서 2타수 1안타를 기록했다.

## 트리비아
- 2017년 KBO 리그 신인 드래프트에서 넥센 히어로즈의 2차 10라운드 지명을 받았으나 대학에 진학하면서 입단을 포기했고, 4년 후 2021년 KBO 리그 신인 드래프트에서 팀 이름은 바뀌었으나 같은 팀인 키움 히어로즈의 2차 9라운드 지명을 받고 입단하였다.

## 출신 학교
- 광주대성초등학교
- 광주동성중학교
- 광주동성고등학교
- 고려대학교